# Sigurd Hofmann
Sigurd Hofmann (15. února 1944 – 17. června 2022) byl německý fyzik, který se proslavil výzkumem supertěžkých prvků.

## Život
Hofmann se narodil 15. února 1944 v České Kamenici. Fyziku si oblíbil na gymnáziu v Groß-Umstadtu, kde v roce 1963 maturoval. Vystudoval fyziku na Technické univerzitě v Darmstadtu.
V letech 1974–1989 pracoval ve výzkumném centru GSI Helmholtzzentrum für Schwerionenforschung, kde byl zodpovědný za detekci a identifikaci jader vzniklých při reakcích těžkých iontů pomocí separátoru SHIP (Separator for Heavy Ion reaction Products). Působil ve skupině Nukleární chemie II, kterou vedl Peter Armbruster. Od roku 1989 vedl experimenty zaměřené na syntézu nových prvků, navazující na práci Gottfrieda Münzenberga. Od roku 1998 byl čestným profesorem na Goethově univerzitě ve Frankfurtu nad Mohanem.
Hofmann byl hlavním vědeckým pracovníkem při objevech darmstadtia, roentgenia a kopernicia. Významně se podílel také na objevech bohria, hassia a meitneria. Spolupracoval na objevu flerovia v Dubně v Rusku a jeho výzkumná skupina potvrdila výsledky syntézy flerovia a livermoria.
Zemřel 17. června 2022.

## Členství
- Německá fyzikální společnost
- Academia Europaea
- Ruská akademie přírodních věd
- Polská akademie umění a věd